# Telebasis erythrina
Telebasis erythrina – gatunek ważki z rodziny łątkowatych (Coenagrionidae). Występuje na terenie Ameryki Południowej.